# Étienne-Gabriel Morelly

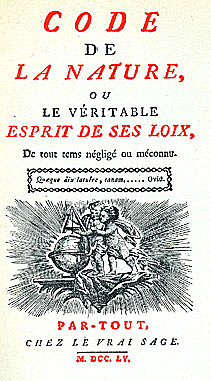
Portada del Code de la Nature, ou le véritable Esprit de ses Loix (Código de la naturaleza, o el verdadero espíritu de sus leyes, 1755), la obra principal de Morelly.

Étienne-Gabriel Morelly (Vitry-le-François, 1717 – 1778 o 1782) fue un filósofo y escritor francés ilustrado, entre cuyas obras destacan el poema utópico Naufragio de las islas flotantes o Basiliada del célebre Pilpai (1753), que casi pasó desapercibida, y la polémica Código de la naturaleza (1755), que hasta principios del siglo XIX fue atribuida a Diderot. Según Albert Soboul, «Morelly, más que cualquier otro, merece, hacia mediados del siglo XVIII, ser colocado en un primer lugar de la historia de los orígenes del pensamiento socialista».

## La Basiliada(1753)
Se trata de «un poema heroico traducido del indio» en el que denuncia «con todas las gracias de la epopeya» el «deplorable estado de la razón» y se propone «romper la venda que la ciega y abrirle los ojos respecto a los verdaderos intereses de la humanidad». El título Naufragio de las islas flotantes o Basiliada del célebre Pilpai pudo tomarlo de La isla flotante (1673) de Richard Head o de un pasaje de Los viajes de Gulliver (1726) en el que se habla de una flying or floating island (de una isla volate o flotante), y su contenido parece inspirado en la descripción del gobierno de los incas que hizo el Inca Garcilaso de la Vega en sus Comentarios reales (1608-1617), y está influido por la Utopía de Tomás Moro y por la Historia de los sevarambas de Denis Vairasse.
A los habitantes del fértil y rico continente imaginado por Morelly, «la propiedad, madre de todos los crímenes que inundan al resto del mundo, les era desconocida; consideraban la tierra como una nodriza común que presenta indistintamente en su seno a cualquiera de sus hijos que se sienta hambriento; todos se creen en el deber de hacerla fértil, pero nadie dice: éste es mi campo, mi buey, mi morada».
La forma como están organizados anuncia los falansterios de Charles Fourier.

Mil hombres, o el número que se desee, de todos los oficios y profesiones, habitan una tierra suficiente para alimentarlos. Se ponen de acuerdo entre ellos en que todo será común… Todos juntos cultivan las tierras, recogen y almacenan las cosechas y las frutas de un mismo almacén. En el intervalo de estas operaciones, cada uno trabaja en su profesión particular. Hay un número suficiente de obreros, tanto para manipular y preparar los productos de la tierra como para fabricar todos los muebles y utensilios de distinto tipo. El cuerpo de obreros, provistos por la colectividad de útiles y de material, así como de sustento, no se preocupa más que de la cantidad de productos que debe suministrar para que nadie carezca de nada; esta cantidad se distribuye también entre los miembros de ese cuerpo. Las obras de arte, como cualquier otra provisión, se colocan en el almacén común.[…] Aunque todo sea común, nada se prodiga, porque nadie tiene interés en coger más de lo necesario cuando está seguro de encontrarlo siempre; porque, ¿qué haría con lo superfluo en un lugar donde nada es venal? […] Añadamos que una organización de este tipo cortaría de raíz una infinidad de vicios

## Código de la naturaleza(1755)

### Contenido
El poema utópico Basiliada tuvo una escasa repercusión, por lo que Morelly decidió exponer sus ideas sobre el hombre y la sociedad de forma más sistemática en forma de tratado filosófico. Así nació Código de la naturaleza o el verdadero espíritu de sus leyes, durante todos los tiempos despreciado o mal conocido, siempre presente en el verdadero sabio, publicado en 1755.
La obra consta de cuatro partes. En la primera, titulada «Defectos de los principios generales de la política y la moral», hace una defensa de la verdadera moral frente a la moral común derivada del «deseo de tener, ese sutil y pernicioso elemento». «Descartada prudentemente toda idea de propiedad, prevenida o desterrada toda rivalidad en el uso de los bienes comunes, ¿habría sido posible que el hombre pensase en arrebatar, por la fuerza o con argucias, lo que nunca se le habría negado?». En la segunda, «Defectos específicos de la política», denuncia las leyes que, «estableciendo un monstruoso reparto de los productos de la tierra y de los propios elementos», «han ayudado y favorecido la ruina de la sociabilidad». «Si no habéis cortado de raíz la propiedad, no habéis hecho nada», advierte Morelly. Si por el contrario, colectivizáis los bienes, «habréis determinado para siempre el feliz destino de la nación» y entonces la forma de gobierno será lo menos importante.
En la tercera parte, titulada «Defectos específicos de la moral vulgar», hace un repaso de las terribles consecuencias de la propiedad en el orden moral, pues de ella se deriva la existencia del mal. «Destruid la propiedad, el ciego y despiadado interés que la acompaña, haced caer todos los prejuicios, los errores que los sustentan, y no habrá en el hombre más resistencias ofensivas o defensivas, más pasiones furiosas, más acciones feroces, ni más nociones o ideas del mal moral. […] Las naciones más humanas y suaves de la tierra han sido siempre aquellas en las que prácticamente no existía la propiedad o en las que no estaba aún universalmente establecida».
La cuarta y última parte, «Modelo de legislación conforme a las intenciones de la naturaleza», presenta su proyecto ideal de organización social y política que asegurará la felicidad común y la virtud. Morelly reconoce que es pura utopía porque «desgraciadamente es evidente que sería imposible formar una república de estas características en nuestros días». Comienza con un grupo de tres Leyes fundamentales o sagradas que cortarían de raíz los vicios y todos los males de la sociedad:

1.ª En la sociedad, nada, salvo las cosas de las que se haga un uso actual, para las posesiones, los placeres o el trabajo cotidiano, pertenecerá de forma singular o en propiedad a nadie. 
2.ª Todo ciudadano será un hombre público, sustentado, mantenido y ocupado a expensas públicas.
3.ª Todo ciudadano contribuirá individualmente, según sus fuerzas, sus talentos y su edad, a la utilidad pública; basándose en esto se regularán sus deberes conforme a las leyes distributivas.

A continuación pasa a explicar las Leyes distributivas o económicas, las Leyes ediles, las leyes reguladoras, las leyes conyugales —Morelly a diferencia de otro utopistas como Platón o Tomás Campanella mantiene la familia—, las leyes de la educación, las leyes de la forma de gobierno y las leyes de la administración del gobierno. Estas dos últimas definen la organización del Estado, constituido por una federación de pequeñas comunidades (tribus), que gozan de una gran autonomía. Un grupo de tribus constituyen una ciudad, base de la organización económica.

### Valoración
La propuesta de Morelly coincide en muchos aspectos con la mayoría de las utopistas anteriores — Platón, Tomás Moro, Tomás Campanella, Vairas, Mably o el abate de Saint-Pierre—, pero hay uno que lo diferencia de los demás, según Albert Soboul. «Morelly es el primer utopista que sienta como principio fundamental de su modelo social la abolición del derecho de propiedad como tal, y que insiste en el hecho de que el reparto de la heredad común de la tierra es contrario a la ley natural. La diferencia esencial entre la construcción utópica de Moro, Campanella o Vairas y la de Morelly, y después Babeuf, es que, en la antigua tradición, la abolición del derecho de propiedad no era más que una entre las numerosas medidas para alcanzar la virtud y la dicha de una comunidad autoritaria y disciplinada. Para Morelly, en cambio, es la condición esencial y única de la felicidad humana».
Soboul asimismo destaca una segunda novedad, en lo que Morelly coincide con Rousseau. «Fue uno de los primeros defensores de la "democracia total"; no sólo busca la destrucción de los privilegios, sino la abolición de todas las distinciones sociales, incluidas las derivadas de la riqueza o del talento, e inclusive las procedentes de la autoridad delegada: la elección es desterrada». Una tercera innovación, según Soboul, sería que presenta «un primer intento de formulación del dogma esencial de los sistemas socialistas del siglo XIX: que cada uno contribuya según sus posibilidades y reciba según sus necesidades».
La obra fue muy polémica. Así por ejemplo, La Harpe calificó el sistema de comunidad de bienes y trabajos que proponía de «loca hipótesis de un cerebro enfermo», mientras que Babeuf consideró a su autor —creía que era Diderot— como «el más decidido, el más intrépido, casi diría el más fogoso atleta del sistema».
La Sagrada Congregación del Índice, institución católica encargada de la censura de libros y ediciones impresas, condenó la obra mediante decreto el 19 de enero de 1761, y ha seguido figurando en todas las ediciones del Index Librorum Prohibitorum hasta la última, de 1948.